# Hieronymus Georg Zeuthen
Pour l’article homonyme, voir Zeuthen.
Hieronymus Georg Zeuthen (1839-1920) est un mathématicien danois qui s'est principalement consacré à la géométrie discrète des sections coniques et des surfaces algébriques, ainsi qu'à l’histoire des mathématiques.

## Biographie
Zeuthen est né à Grimstrup, près de Varde où son père était pasteur. En 1849, son père est affecté au temple de Sorø où Zeuthen effectue ses études secondaires. En 1857 il s’inscrit à l’Université de Copenhague en mathématiques et soutient sa maîtrise en 1862. Il obtient ensuite une bourse de la Couronne pour poursuivre ses études à l'étranger : il se rend à Paris pour y suivre les cours de géométrie synthétique de Michel Chasles.
De retour à Copenhague, Zeuthen soutient une thèse consacrée à une nouvelle méthode de calcul des caractéristiques des faisceaux de coniques (1865). En 1871 il est nommé professeur surnuméraire à l’Université de Copenhague, et devient rédacteur-en-chef du Matematisk Tidsskrift, tâche qu’il exécutera pendant 18 ans. 
Il poursuit ses recherches en géométrie discrète jusqu'en 1875, puis se partage entre la mécanique l’algèbre géométrique et l’histoire des mathématiques. C’est par ce domaine, en particulier l’histoire des mathématiques grecque et médiévale où il a publié plus de quarante livres et articles, qu’il est surtout connu.
Il a été secrétaire de l’Académie royale danoise des sciences et des lettres pendant 39 ans, et a donné des conférences régulières au Polytekniske Læreanstalt. En 1886, il est titularisé à la chaire de géométrie de l'université de Copenhague, et en sera par deux fois le recteur. Il a participé aux Congrès international des mathématiciens de Zurich (1897), de Heidelberg (1904) et de Rome (1908).

## Voir également
Invariant de Zeuthen-Segre (en)

## Écrits
- (de) Abriß einer elementar-geometrischen Kegelschnittlehre. Teubner 1882.
- Die Lehre von den Kegelschnitten im Altertum. Copenhague 1886 (en danois 1885 in Forh.Vid.Selskab).
- Geschichte der Mathematik im Altertum und Mittelalter. Copenhague 1896 (en danois 1893 publ. aux éd. A.F.Hoest).
- Histoire des Mathématiques dans l'Antiquité et le Moyen Age. Paris, éd. Gauthier-Villars, 1902[1].
- Geschichte der Mathematik im XVI. und XVII. Jahrhundert. Teubner 1903[2], et dans le cahier n°17 des Abhandlungen zur Geschichte der mathematischen Wissenschaften (ed. Moritz Cantor). La version danoise a été publiée en 1903 à Copenhague.
- Die Mathematik im Altertum und im Mittelalter. Copenhague 1912[3],[4].
- Lehrbuch der abzählenden Methoden der Geometrie. Teubner 1914[5].
- Hvorledes Mathematiken i tiden fra Platon til Euklid blev rationel Videnskab. Avec un résumé en francais. Forh.Dansk Vid.Selskab 1917, pp.199-369[6].